# Касолново
Касолно̀во (на италиански: Cassolnovo, на местен диалект: Cassö, Касьо) е градче и община в Северна Италия, провинция Павия, регион Ломбардия. Разположено е на 120 m надморска височина. Населението на общината е 7116 души (към 2010 г.).